# Ijeoma Ajemba
Ijeoma Ajemba (née le 17 mars 1995 Lanham (Maryland) est une joueuse nigériane de basket-ball. 

## Biographie
Après trois saisons NCAA avec les Monarchs d'Old Dominion (avec notamment 7,5 points et 8,9 rebonds en 2015-2016), elle ne joue pas en 2016-2017 et rejoint à l'été 2017 les Spartans de Caroline du Nord à Greensboro, autre équipe universitaire.
Au début de la saison LFB 2021-2022, elle est engagée par Basket Landes comme pigiste médicale de Clarissa dos Santos, puis mi-novembre elle rejoint les Flammes Carolo dont le secteur intérieur est handicapé par le départ de Christelle Diallo et la blessure de Marie-Michelle Milapie, mais son contrat est rompu le 20 janvier 2022 car non vacciné contre la Covid-19.

## Clubs
- 2009-2013 :  Riverdale Parkdale (HS)
- 2013-2017 :  Monarchs d'Old Dominion
- 2017-2018 :  Spartans de Caroline du Nord
- Sep 2018 - nov 2018- :  Pays Rochelais (NF1)
- nov 2018 - déc 2018- :  Mersin
- jan 2019 - mai 2019 :  Lodz
- 2019-2020 :  Bembibre
- 2020-2021 :  Narsina Téhéran
- 2021 :  Moca
- 2021-2022 :  Basket Landes
- 2021-2022 :  Flammes Carolo basket